# ポプラ文庫
ポプラ文庫（ポプラぶんこ）は、株式会社ポプラ社が発行している文庫レーベル。2008年4月5日に創刊。

## 概要
20代から30代の知的好奇心が旺盛な女性を購読ターゲットにしている。偶数月刊行。キャッチフレーズは「きっとみつかる。」。一般作品の「ポプラ文庫」、名作・古典を扱う「ポプラ文庫クラシック」、ジャイブのピュアフル文庫レーベルを受け継ぐ形で、青春小説を扱う「ポプラ文庫ピュアフル」の3種類からなる。

## 創刊ラインナップ
- ガールズ・ブルー（あさのあつこ）
- ガールズ・ブルーII（あさのあつこ）
- 夕闇の川のざくろ（江國香織）
- 空と海のであう場所（小手鞠るい）
- 今朝子の晩ごはん（松井今朝子）
- あの空をおぼえてる（ジャネット・リー・ケアリー）

## 刊行リスト
| タイトル                           | 著者       | 発行年月  | 備考                         |
| ---------------------------------- | ---------- | --------- | ---------------------------- |
| 真夜中のパン屋さん 午前0時のレシピ | 大沼紀子   | 2011年5月 |                              |
| てのひら怪談 壬辰                  | 加門七海他 | 2012年5月 | ビーケーワン怪談大賞傑作選   |
| ピエタ                             | 大島真寿美 | 2014年2月 | 第9回本屋大賞第3位           |
| 卵町                               | 栗田有起   | 2014年2月 |                              |
| きみはいい子                       | 中脇初枝   | 2014年4月 | 第28回坪田譲治文学賞受賞作品 |
| クローバー・レイン                 | 大崎梢     | 2014年8月 |                              |